# Paracolletes vittatus
Paracolletes vittatus is een vliesvleugelig insect uit de familie Colletidae. De wetenschappelijke naam van de soort is voor het eerst geldig gepubliceerd in 1931 door Rayment.